# Amônio de Alexandria
Amônio de Alexandria foi um filósofo cristão que viveu no século III, notório comentador de Aristóteles, foi mestres de outros, como Simplício, João Filópono e Olimpiodoro, como também do filósofo Damáscio. Estudou com Proclo em Atenas, apesar de raramente deixar sua cidade natal. Possuia uma vasta cultura, tendo domínio de campos como a astronomia e a geometria. Poucos de seus comentários chegaram ao presente.

## Vida e obras

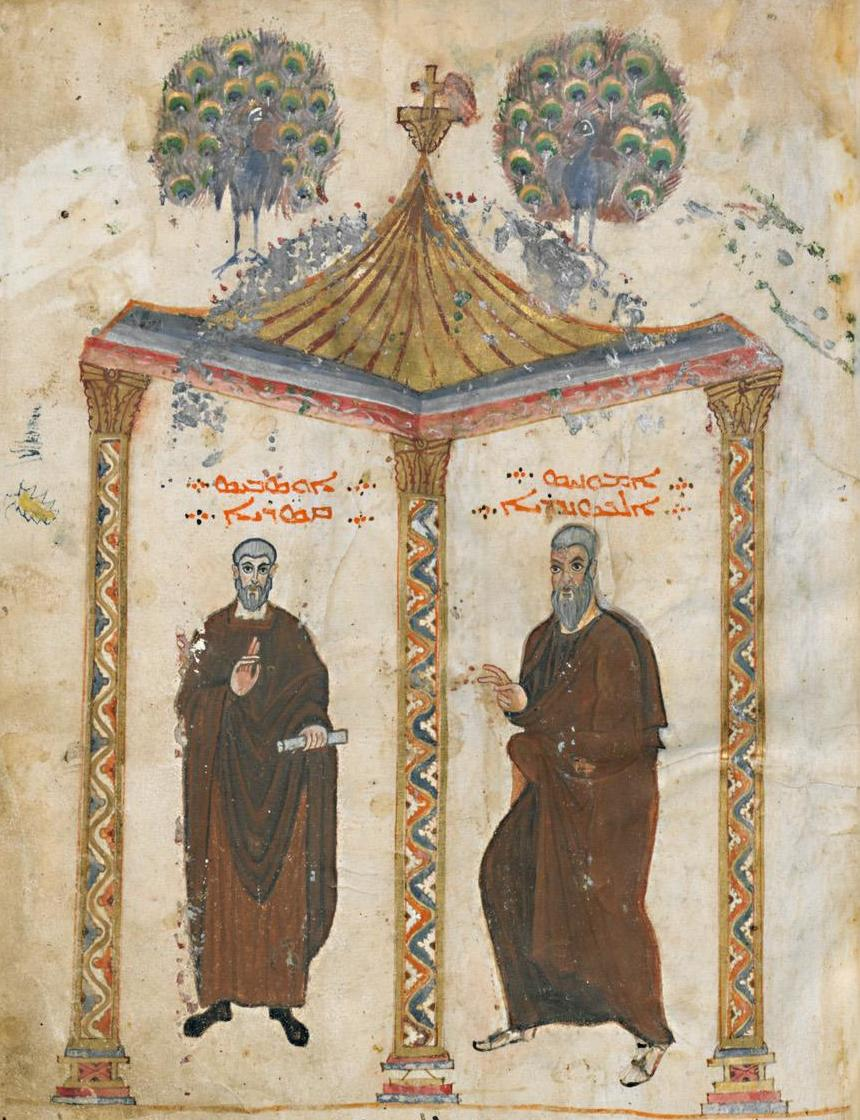
Retrato de Eusébio de Cesaréia (com um pergaminho, representando sua sabedoria) e Amônio de Alexandria, prefaciando a carta que Eusébio escreveu para ele nos Evangelhos Rabbula (6º século DC). Isto é semelhante à carta e ícone de Eusébio nos Evangelhos Gamira, onde segue as Tábuas Eusébias em ambas as obras.

Eusébio de Cesareia, seguido por São Jerônimo, afirmaram que Amônio nasceu cristão e permaneceu fiel ao Cristianismo até o fim de sua vida. Ele escreveu que Amônio produziu diversas obras acadêmicas, notavelmente "A Harmonia de Moisés e Jesus". Eusébio também afirmou que Amônio compôs uma harmonia evangélica, tradicionalmente assumida como sendo a base das seções amonianas, hoje conhecidas como Cânones de Eusébio.
Eusébio atacou Porfírio por dizer que Amônio teria se tornado um apóstata no final de sua vida, sem deixar nenhum escrito para posteridade. É provável que Eusébio tenha confundido Amônio com o filósofo neoplatonista Amônio Sacas, mestre de Plotino e também de Alexandria.